# Марченко Федір Іларіонович
Марченко Федір Іларіонович (1919, Білики, Полтавська область — 1945) — уродженець с. Білики, Герой Радянського Союзу.

## Життєпис
Навчався у Кременчуцькому залізничному технікумі (нині Кременчуцький коледж транспортної інфраструктури. Працював техніком на залізниці у м. Свободний Амурської області. В діючій армії з 1942 р. 
Молодший лейтенант Марченко був смертельно поранений в бою 17 квітня 1945 р. у 34 км західніше м. Франкфурт. Похований у м. Марксвальде. Звання Героя Радянського Союзу присвоєне 15 травня 1946 р. посмертно. На батьківщині героя його ім’я носить школа.

## Нагороди
- Герой Радянського Союзу (15 травня 1946 р.)

## Вшанування пам'яті
- У 1989 р. на будівлі Кременчуцького технікума залізничного транспорту була розміщена меморіальна дошка, присвячена випускникам Прокопенку Григорію та Марченко Федору. У 2004 р. замінена меморіальною дошкою: зліва вгорі зображення зірки Героя, справа внизу лаврова гілка, з’єднані між собою стилізованим малюнком крутого повороту залізничної колії. Текст: «Тут навчалися Герої Радянського Союзу Прокопенко Георгій Миколайович,  Марченко Федір Іларіонович».